# Haar (Westphalie)
Pour les articles homonymes, voir Haar.

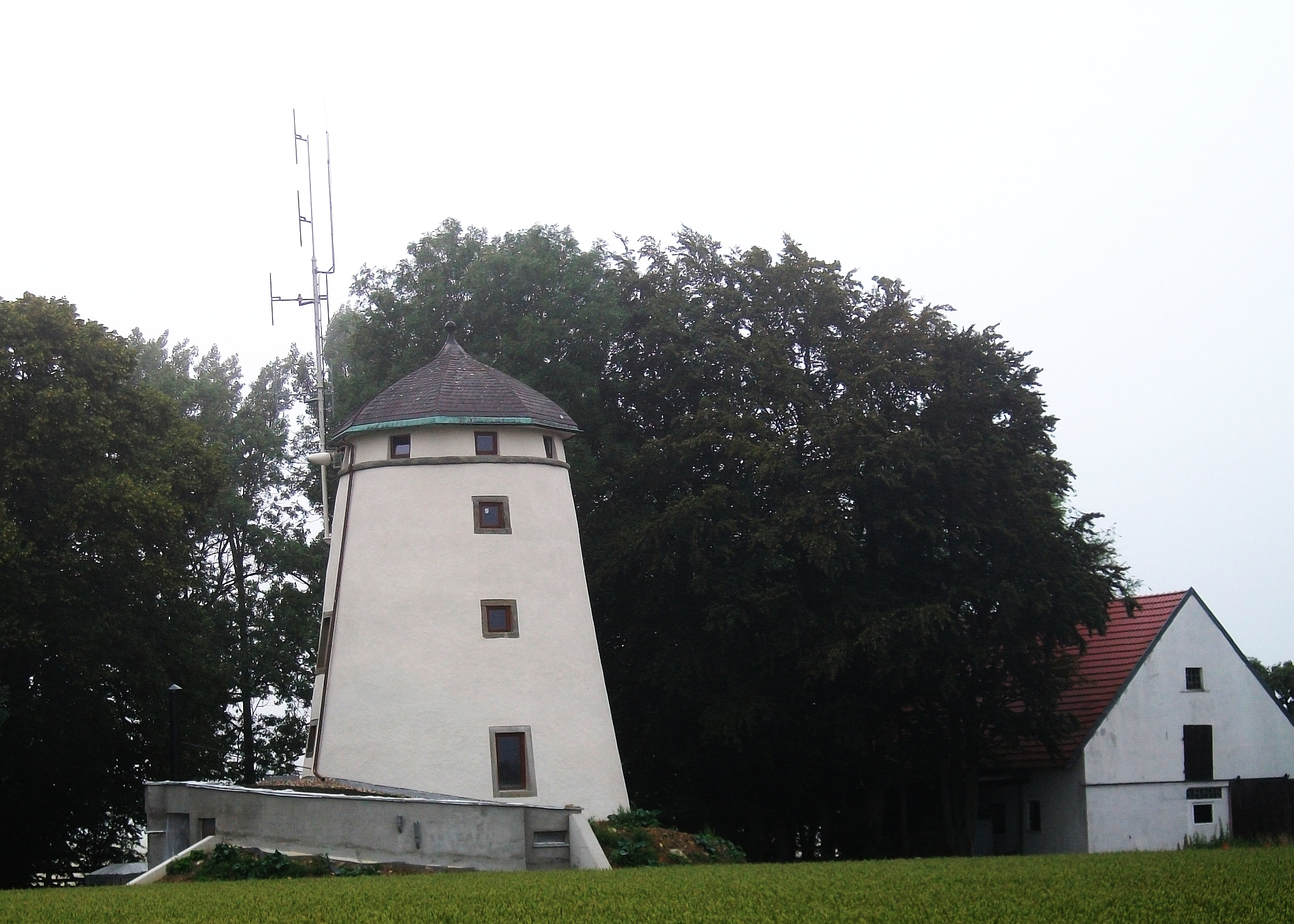
Spitze Warte.

Le Haar (ou Haarstrang) est une chaîne de montagnes située à la limite sud de la baie de Westphalie. Le Haarstrang s'étend d'ouest en est au sud de la ville de Dortmund et des arrondissements d'Unna et de Soest en Rhénanie-du-Nord-Westphalie. Du point de vue de l'espace naturel, il représente la partie sud submontagnarde des Hellweg Börde, qui s'oppose au nord de la Möhne et de la Ruhr au nord du Süderbergland,.
Le point culminant, à 391 m d'altitude, est la Spitze Warte, située près de Rüthen-Hemmern, à l'extrémité orientale du Haarstrang. Plus à l'ouest, la crête de la chaîne de montagnes atteint généralement des altitude de 200 à 250 m d'altitude et s'élève ainsi de 100 à 150 m au-dessus de la vallée de la Ruhr et de la Möhne au sud ainsi que de la vallée de la Lippe au nord, séparée par le Haut et le Bas Hellweg, tous deux faisant également partie des Hellweg Börde.
Le Haarstrang, qui s'étend sur environ 300 km2, est entièrement agricole et a conservé son caractère rural, même dans sa partie la plus occidentale, qui occupe le sud-est de Dortmund et des parties du territoire d'autres villes de la Ruhr.

## Toponymie
Le terme « Haar » (fém.) se retrouve également comme élément du nom d'autres formations d'altitude, comme le « Rothaar » dans le sud du Sauerland (cf. Rothaargebirge) ou encore dans le cas de la Haard (de) au nord de la région de la Ruhr. Dans le nord-ouest de l'Allemagne, « Haar » désigne généralement une chaîne de montagnes boisée, apparentée au nom « Hardt », voir Hardt (toponyme) (de). La signification de base est probablement forêt (dérivé de la résine des arbres), voir la forêt de plaine de « Davert », (« Taubenwald ») près de Münster. D'après certains noms de lieux (par ex. « Ruploh ») ainsi que les forêts résiduelles existantes, le Haarstrang était en grande partie boisé jusqu'au Moyen Âge.

## Géographie

### Subdivisions
Le Haarstrang se divise comme suit :
- 542 : Hellweg Börde
  - 542.3 : Haarstrang[7].
    - 542.30 : Haarhöhe (hauteur de la Haar)
    - 542.31 : Süderhaar (sud de la Haar)
      - 542.310 : Herdicker Haar[8]
      - 542.311 : Schwerter Lößterrassen (terrasses de lœss de Schwert).
      - 542.312 : Bentroper Haar.

La Haarhöhe constitue le véritable noyau de la chaîne de montagnes entre Holzwickede à l'ouest et Büren à l'est, dont le flanc sud descend abruptement vers la Möhne et la Ruhr, tandis que vers le nord, les transitions vers la vallée de la Lippe se font progressivement par les Ober- et Unterbörden (qui n'appartiennent plus au Haarstrang). En revanche, les versants des deux sous-régions du Süderhaar qui bifurquent vers le sud sont plus doucement inclinés vers la Ruhr et ont plutôt le caractère des bourses supérieures du côté nord du Haarstrang. Le Bentroper Haar près de Bentrop est séparé dans l'espace du Herdicker Haar des quartiers Opherdicke et Hengsen de Holzwickede avec le château d'eau Haus Opherdicke (de) à l'extrême sud-ouest, dont la partie sud se prolonge plus loin vers le sud-ouest dans la Schwerter Terrasse à fond plat autour de Schwerte, tandis que, parallèlement, l'ouest débouche sur le socle du Ardeygebirge, qui, en tant que partie des Niederbergisch-Märkische Hügelland, fait déjà partie du Süderbergland.

### Vue panoramique

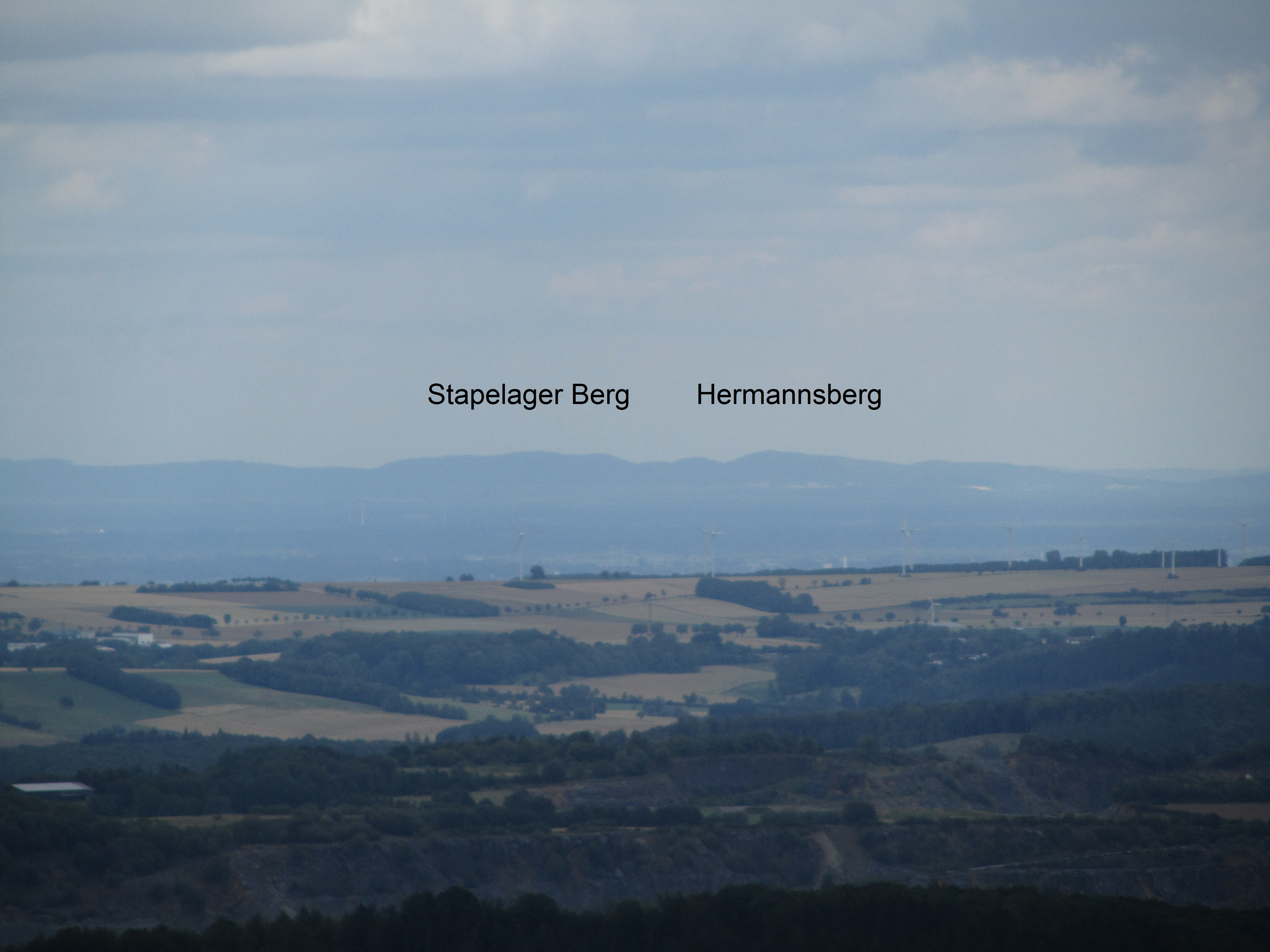
Vue du Haarstrang au premier plan, Stapelager Berg et Hermannsberg dans la forêt de Teutberg à l'arrière-plan, depuis la Lörmecke-Turm dans l'Arnsberger Wald.

Si les conditions de visibilité sont bonnes, il est possible d'observer la forêt depuis des endroits exposés (par ex. à la tour de Bismarck près de Wippringsen), on peut voir au nord jusqu'au fond de la baie de Westphalie (au nord-est jusqu'à la Dörenschlucht dans la forêt de Teutberg, au nord jusqu'aux Beckumer Berge, au nord-ouest jusqu'aux centrales électriques et aux cheminées au nord et à l'ouest près de Hamm). À l'ouest, lorsque les conditions de visibilité sont bonnes, on peut apercevoir la tour de télévision de Dortmund jusqu'à une distance d'environ 60 km. La vue vers le sud s'étend profondément dans le Sauerland.

### Communes
Sur la Haar se trouvent, d'ouest en est, les communes suivantes, :
- Schwerte
- Holzwickede (quartiers sud comme Opherdicke et Hengsen avec Haus Opherdicke).
- Unna (quartiers de Billmerich, Kessebüren et Siddinghausen au sud et au sud-est de l'enceinte de la ville).
- Fröndenberg (quartiers ouest, nord et est - sans le centre-ville, ainsi que les zones de Hohenheide et Mühlenberg).
- Wickede (Ruhr) (nord de la circonscription et moitié nord du village central)
- Werl (Werler Wald à l'extrême sud de la commune).
- Ense (presque tout le territoire communal)
- Möhnesee (quartiers plus au nord)
- Soest (quartier Lendringsen au sud)
- Bad Sassendorf (Herringser Höfe et lotissement Im Kamp à l'extrême sud).
- Warstein (quartier Waldhausen au nord)
- Anröchte (quartier Uelde à l'extrême sud)
- Rüthen (nord de la ville principale et quartiers situés juste au nord ou au nord-ouest/est de celle-ci).
- Büren (régions au sud-ouest de la ville-centre)

### Sol et végétation

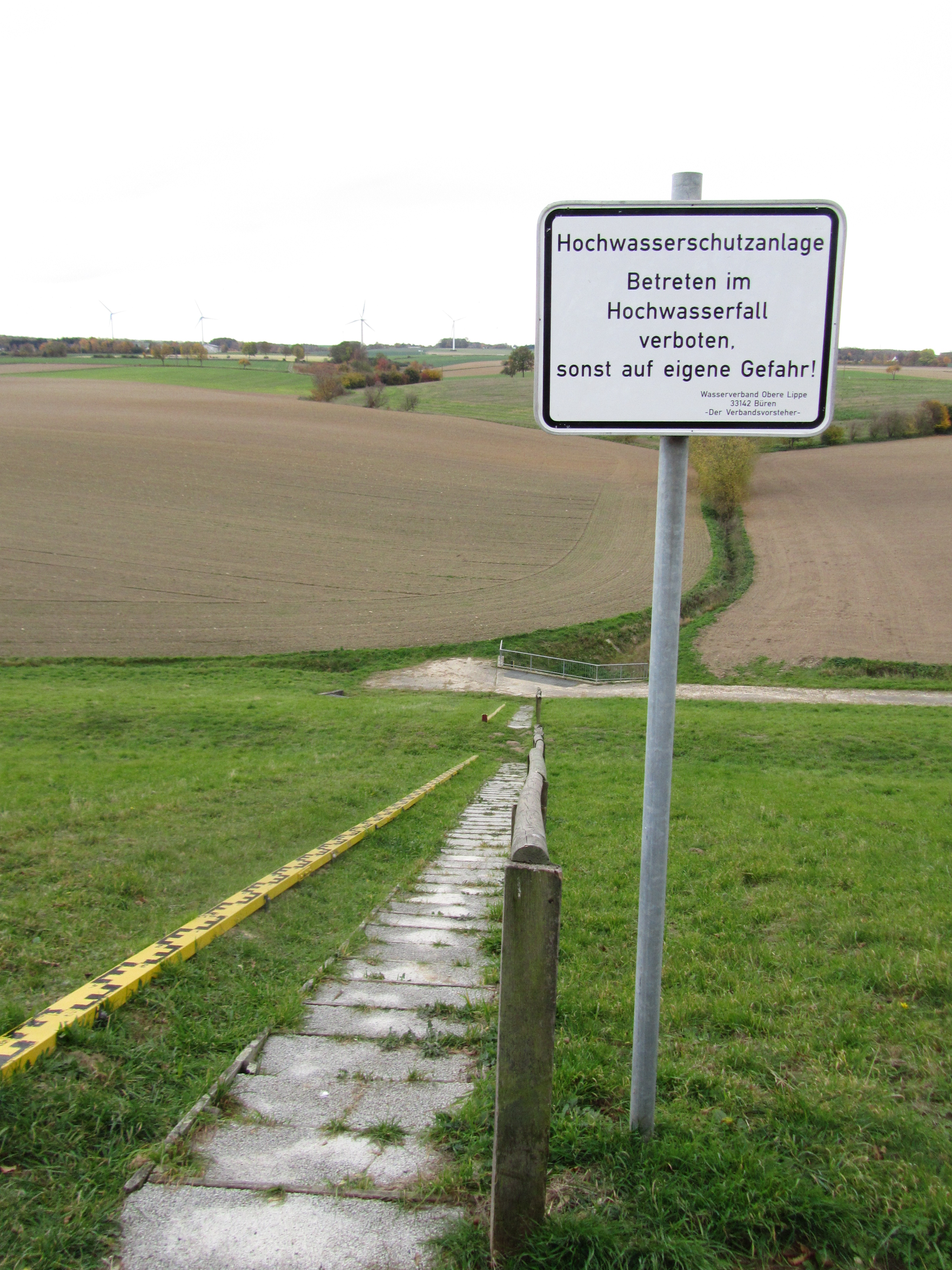
Bassin de rétention des crues près de Meiningsen.

Le Haarstrang lui-même, contrairement à ses paysages voisins du nord, possède des sols plutôt peu profonds, caillouteux et argileux, composés de rendzines et de sols bruns, qui ne sont productifs pour l'agriculture qu'en aval du versant, au nord, où la proportion de lœss augmente sensiblement. On y cultive surtout l'avoine, l'orge et le blé, tandis que les pâturages prédominent ailleurs.
Dans la partie orientale, on trouve encore, dans une mesure limitée, des pelouses calcaires, rares pour la région plus large. La nature argileuse du sol dans de grandes parties du Haar entraîne un fort écoulement superficiel de l'eau, contrairement au plateau de Paderborn situé à l'est, qui présente des aspects karstiques (forte infiltration, écoulement souterrain). L'écoulement des eaux de la Haar peut provoquer des inondations soudaines en cas de pluies abondantes par les rigoles d'écoulement des hauteurs (Schledden) au pied nord des hauteurs. C'est pourquoi, dans les années 1960, on a déploré des morts (Ostönnen 1968). Aujourd'hui, les Ober- et Unterbörden situés en contrebas sont protégés par des bassins de rétention des crues (HRB) dans les chenaux principaux, comme par exemple à l'est de Meiningsen avec le HRB situé sur la Theiningser Schledde (ou Grund) Meiningsen.

## Activités

### Trafic
La route commerciale historique Haarweg passait par la crête du Haarstrang. À Werl, elle bifurquait vers le sud à partir du Hellweg et, parallèlement à ce dernier, vers l'est, suivait la vallée de l'Alme à partir de Büren et rejoignait le Hellweg à Paderborn. La partie ouest de son tracé jusqu'au nord du réservoir de la Möhne inclus est aujourd'hui suivie par un tronçon de la route fédérale 516.
L'axe est-ouest le plus important de la région est cependant l'autoroute fédérale A 44 qui passe au nord, parallèlement à l'Oberbörden. L'aéroport de Paderborn/Lippstadt se trouve à l'extrême est des Oberbörden.
La ligne ferroviaire Lippstadt-Warstein (de), qui traverse le Haarstrang du nord au sud, ne sert plus qu'au transport de marchandises depuis 1975.

### Ressources minières
Les gisements de grès vert près d' Anröchte sont importants sur le plan économique (Anröchter Stein (de)). Il y a également une exploitation de calcaire près d' Erwitte et de Geseke.

### Énergie éolienne
La situation exposée de la Haar permet une utilisation généreuse de l'énergie éolienne. La production d'électricité y est très économique, le vent ayant une vitesse moyenne de 6 mètres/seconde à 50 mètres de hauteur. Depuis 1997, la commune d'Anröchte a désigné une zone de concentration pour environ 48 éoliennes. En moyenne annuelle, les installations produisent entre 65 et 70 millions de kWh.